# Saint-Didier-sur-Beaujeu
Saint-Didier-sur-Beaujeu là một xã thuộc tỉnh Rhône trong vùng Auvergne-Rhône-Alpes phía đông nước Pháp. Xã này nằm ở khu vực có độ cao trung bình 430 mét trên mực nước biển.